# Пётр Мартынович и годы большой жизни
«Пётр Мартынович и годы большой жизни» — советский документально-игровой фильм-биография 1974 года, снятый Никитой Орловым на киностудии «Мосфильм». Посвящён творчеству киноактёра Петра Алейникова.

## Сюжет
В картину включена кинохроника 30-х годов и кадры из фильмов с участием Петра Алейникова. Режиссёр беседует с Алексеем Стахановым, Михаилом Громовым, Иваном Папаниным, Николаем Старостиным, Леонидом Утесовым, Сергеем Герасимовым, Тамарой Макаровой, Борисом Андреевым, Алексеем Баталовым, Вячеславом Тихоновым.

## Роли исполняют

### В ролях
- Олег Ефремов
- Арина Алейникова
- Всеволод Платов
- Андрей Крюков
- Герман Юшко
- Константин Тыртов
- Лев Любецкий
- Лариса Виккел
- Галина Комарова
- Виктор Яковлев
- Сергей Малишевский
- Валерий Носик
- Леонид Реутов
- Александр Лукьянов
- Наталья Гурзо
- Татьяна Решетникова
- Юрий Мартынов
- В. Смирнов
- Анатолий Игонин

### В фильме участвуют
- Михаил Громов
- Алексей Стаханов
- Иван Папанин
- Леонид Утесов
- Юрий Никулин
- Алексей Баталов
- Николай Старостин
- Сергей Герасимов
- Тамара Макарова
- Борис Андреев
- Аркадий Райкин

## Съёмочная группа
- Сценарий: Майя Туровская, Юрий Ханютин
- Режиссёр-постановщик: Никита Орлов
- Главный оператор: 
Генри Абрамян
- Художник-постановщик: Виталий Гладников
- Композитор: Алексей Рыбников
- Автор текста песни: Михаил Танич
- Звукооператор: Рэм Собинов
- Режиссёр: Арнольд Идес
- Художник-декоратор: Константин Ходатаев
- Художник по костюмам: Л. Душина
- Гримёр: Нина Желманова
- Монтажёр: Марина Добрянская
- Ассистенты режиссёра: В. Зарубин, Е. Взорова
- Ассистенты оператора: Виктор Логунов, С. Тараскин
- Ассистент монтажёра: Н. Свиридова
- Комбинированные съёмки
  - Оператор: Юрий Орешкин
  - Художник: Павел Сафонов
- Дирижёр: Георгий Гаранян
- Музыкальный редактор: Минна Бланк
- Редактор: Н. Кравчук
- Директор картины: Илья Гурман

## Премьера
Премьера фильма состоялась 2 февраля 1976 года. За первый год кинопроката картину посмотрели 3,8 млн зрителей. Телевизионная премьера фильма состоялась 10 сентября 1979 года по Четвёртой программе ЦТ СССР.

## Критика
То взаимодействие игрового и документального кино во имя решения существующих идейно-смысловых задач, к которому обратились авторы фильма, имеет, в общем-то, крайне малую традицию, можно сказать, почти её не имеет. Однако несомненно, что такое сосуществование сулит киноискусству неожиданные и разнообразные, нами ещё пока мало осознанные открытия. Поэтому-то очевидно, что потери этой картины — на дороге творческого поиска новых форм кинематографа. М. Туровская и Ю. Ханютин уже многие годы одержимы идеей «документально-игрового фильма» и не теряют желания осуществить её, хотя знают, что здесь, как и во всяком новом деле, риск неудач запланирован. Но они смело осуществляют разведку этого нового, и результат налицо — перед вами необычное кинозрелище. Причём необычность его продиктована характером идейного замысла, содержанием фильма.
— Лев Рошаль, «Искусство кино» (1976), №11